# Gebhard von Henneberg
Gebhard von Henneberg (* um 1100; † 17. März 1159 in Würzburg) war Bischof von Würzburg von 1150 bis zu seinem Tod.
Gebhard von Henneberg war ein jüngerer Sohn des Burggrafen Godebold II. von Würzburg, ein Bruder Poppos II., Graf von Henneberg, und des Bischofs Günther von Speyer.
Gebhard wurde 1121 zum Bischof von Würzburg gewählt und im Jahr darauf auch von Kaiser Heinrich V. eingesetzt. Das führte in Würzburg zu erheblichen Auseinandersetzungen und dazu, dass eine nach dort einberufene Reichsversammlung abgesagt werden musste. Die fand dann etwa fünf Wochen später in Worms statt. Auf dieser Reichsversammlung wurde das später so genannte Wormser Konkordat ausgehandelt, das den Investiturstreit beendete. Dabei war auch Gebhard anwesend und erscheint in der Zeugenliste des Dokuments.
Nach jahrelangen Kämpfen, in denen er sich in Würzburg nicht durchsetzen konnte, verzichtete er 1127 auf den Anspruch, als Bischof anerkannt zu werden. Für die Jahre von 1121 bis 1127 wird Gebhard somit als Gegenbischof geführt, der zunächst mit Rugger konkurrierte. 1125 widmete ihm Ulrich von Bamberg das Werk Codex Udalrici.
23 Jahre später, 1150, wurde er erneut Bischof von Würzburg und konnte dieses Mal sein Amt auch antreten. 1152 machte er sich für die Wahl Friedrich Barbarossas zum deutschen König stark: Ab dann war er in dessen unmittelbarer Umgebung anzutreffen. Die Beziehung zwischen Gebhard und Friedrich wurde so eng, dass in Würzburg 1155 ein Hoftag und 1157 ein Reichstag abgehalten wurde – und Gebhard am 17. Juni 1156 bei Friedrichs Hochzeit mit Beatrix von Burgund der Gastgeber war. Gebhard nahm 1157 am Feldzug gegen Polen teil und 1158 am zweiten Italienfeldzug.
Um die Mitte des 12. Jahrhunderts übertrug – gemäß den Ausführungen des Lizentiaten Franz Hugo Brandt aus dem Jahr 1794 – Gebhard den von ihm in die Stadt Würzburg aufgenommenen „Brüdern des heiligen Spitals zu Jerusalem“ das „am Sand“ (in der Sanderau) gelegene St. Oswaldspital, das damit zum Johanniterspital und Sitz der Ordenskommende geworden sein soll.
Gebhard war auch ein Förderer des Zisterzienserordens. 1127 wurde das Kloster Ebrach gestiftet. Der erste Abt Adam kam aus der Primarabtei Morimond. Trotz geringer Anfangsausstattung entwickelte sich das Kloster – auch mit dem Schutz des Mainzer Erzbischofs Adalbert I. von Saarbrücken – rasch. In den 1134 fertiggestellten Abteibauten fand König Konrad III. mit seiner Gemahlin die letzte Ruhestätte. Die Filiationen Ebrachs griffen weit aus, u. a. bis zum Kloster Nepomuk in Böhmen. Neben Ebrach entstand um 1156 auch das Kloster Bildhausen.